# Roger Jenkins
Roger Jenkins (né le 18 novembre 1911 à Appleton aux États-Unis — mort le 4 mai 1994) est un joueur professionnel américain de hockey sur glace qui évoluait au poste d'ailier droit.

## Biographie
Jenkins signe comme agent libre en 28 octobre 1930 avec les Black Hawks de Chicago dans la Ligue nationale de hockey. Il est prêté un peu plus d'un mois plus tard à Toronto mais revient jouer la fin de saison à Chicago. En 1934, il remporte sa première Coupe Stanley avec les Black Hawks. Quelques mois plus tard, le 3 octobre 1934, il fait partie d'un échange impliquant six joueurs : Lorne Chabot, Howie Morenz et Marty Burke rejoignent les Black Hawks alors que Leroy Goldsworthy, Lionel Conacher et lui-même partent jouer pour les Canadiens de Montréal.
Il passe ensuite par plusieurs franchises de la LNH : les Bruins de Boston, à nouveau les Canadiens, les Maroons de Montréal pour un petit match seulement, les Americans de New York avant de revenir à Chicago en 1937. La saison 1937-1938 est marqué par une nouvelle Coupe Stanley qu'il remporte avec les Blackhawks.
Après une dernière saison dans la LNH, il part jouer dans la Ligue américaine de hockey pendant 3 saisons, échouant par deux fois en finale dans la conquête de la Coupe Calder avec les Bears de Hershey. Il termine ensuite sa carrière en effectuant cinq saisons dans la Pacific Coast Hockey League, devenant même entraîneur l'espace d'une année avec les Stars de Seattle, et prenant sa retraite en 1948.

## Statistiques
Pour les significations des abréviations, voir Statistiques du hockey sur glace.
| Saison     | Équipe                 | Ligue      |     | Saison régulière | Saison régulière | Saison régulière | Saison régulière | Saison régulière |   | Séries éliminatoires | Séries éliminatoires | Séries éliminatoires | Séries éliminatoires | Séries éliminatoires |
| Saison     | Équipe                 | Ligue      | PJ  | B                | A                | Pts              | Pun              | PJ               | B | A                    | Pts                  | Pun                  |                      |                      |
| 1929-1930  | Imperials d'Edmonton   | EJrHL      | 13  | 8                | 3                | 11               | 14               | -                | - | -                    | -                    | -                    |                      |                      |
| 1930-1931  | Black Hawks de Chicago | LNH        | 10  | 0                | 1                | 1                | 2                | 3                | 0 | 0                    | 0                    | 0                    |                      |                      |
| 1930-1931  | Tecumsehs de London    | LIH        | 8   | 0                | 0                | 0                | 6                | -                | - | -                    | -                    | -                    |                      |                      |
| 1930-1931  | Maple Leafs de Toronto | LNH        | 21  | 0                | 0                | 0                | 12               | -                | - | -                    | -                    | -                    |                      |                      |
| 1931-1932  | Tigers du Bronx        | Can-Am     | 39  | 9                | 7                | 16               | 66               | 2                | 0 | 0                    | 0                    | 6                    |                      |                      |
| 1932-1933  | Black Hawks de Chicago | LNH        | 46  | 3                | 10               | 13               | 42               | -                | - | -                    | -                    | -                    |                      |                      |
| 1933-1934  | Black Hawks de Chicago | LNH        | 48  | 2                | 2                | 4                | 37               | 8                | 0 | 0                    | 0                    | 0                    |                      |                      |
| 1934-1935  | Canadiens de Montréal  | LNH        | 45  | 4                | 6                | 10               | 63               | 2                | 1 | 0                    | 1                    | 2                    |                      |                      |
| 1935-1936  | Bruins de Boston       | LNH        | 40  | 2                | 6                | 8                | 51               | 2                | 0 | 1                    | 1                    | 2                    |                      |                      |
| 1935-1936  | Cubs de Boston         | Can-Am     | 5   | 2                | 2                | 4                | 9                | -                | - | -                    | -                    | -                    |                      |                      |
| 1936-1937  | Canadiens de Montréal  | LNH        | 10  | 0                | 0                | 0                | 8                | -                | - | -                    | -                    | -                    |                      |                      |
| 1936-1937  | Maroons de Montréal    | LNH        | 1   | 0                | 0                | 0                | 0                | -                | - | -                    | -                    | -                    |                      |                      |
| 1937-1937  | Americans de New York  | LNH        | 26  | 1                | 4                | 5                | 6                | -                | - | -                    | -                    | -                    |                      |                      |
| 1937-1938  | Black Hawks de Chicago | LNH        | 37  | 1                | 8                | 9                | 26               | 10               | 0 | 6                    | 6                    | 8                    |                      |                      |
| 1938-1939  | Black Hawks de Chicago | LNH        | 14  | 1                | 1                | 2                | 2                | -                | - | -                    | -                    | -                    |                      |                      |
| 1938-1939  | Americans de New York  | LNH        | 27  | 1                | 1                | 2                | 4                | -                | - | -                    | -                    | -                    |                      |                      |
| 1939-1940  | Indians de Springfield | IAHL       | 50  | 8                | 18               | 26               | 29               | 2                | 0 | 0                    | 0                    | 0                    |                      |                      |
| 1940-1941  | Bears de Hershey       | LAH        | 56  | 5                | 19               | 24               | 81               | 10               | 2 | 1                    | 3                    | 14                   |                      |                      |
| 1941-1942  | Bears de Hershey       | LAH        | 55  | 9                | 28               | 37               | 110              | 10               | 3 | 5                    | 8                    | 12                   |                      |                      |
| 1942-1943  | Bears de Hershey       | LAH        | 56  | 10               | 33               | 43               | 90               | 6                | 0 | 1                    | 1                    | 2                    |                      |                      |
| 1942-1943  | Lions de Washington    | LAH        | 1   | 0                | 0                | 0                | 0                | -                | - | -                    | -                    | -                    |                      |                      |
| 1943-1944  | Ironmen de Seattle     | PCHL       | 16  | 16               | 19               | 35               | 45               | 2                | 1 | 3                    | 4                    | 2                    |                      |                      |
| 1943-1944  | Oilers de Portland     | PCHL       | -   | -                | -                | -                | -                | 4                | 2 | 3                    | 5                    | 12                   |                      |                      |
| 1944-1945  | Stars de Seattle       | PCHL       |     |                  |                  |                  |                  |                  |   |                      |                      |                      |                      |                      |
| 1945-1946  | Ironmen de Seattle     | PCHL       | 55  | 12               | 20               | 32               | 69               | 3                | 0 | 0                    | 0                    | 2                    |                      |                      |
| 1946-1947  | Rockets de Tacoma      | PCHL       | 55  | 9                | 22               | 31               | 40               | -                | - | -                    | -                    | -                    |                      |                      |
| 1947-1948  | Rockets de Tacoma      | PCHL       | 58  | 6                | 24               | 30               | 101              | 5                | 0 | 2                    | 2                    | 6                    |                      |                      |
| Totaux LNH | Totaux LNH             | Totaux LNH | 325 | 15               | 39               | 54               | 253              | 25               | 1 | 7                    | 8                    | 12                   |                      |                      |